# The Chorus Girl's Romance
The Chorus Girl's Romance è un film muto del 1920 diretto da William C. Dowlan.

## Produzione
Il film fu prodotto dalla Metro Pictures Corporation come Head and Shoulders, il titolo del racconto originale di Francis Scott Fitzgerald che era apparso sulle pagine del Saturday Evening Post il 21 febbraio 1920 e che fu inserito nella raccolta Maschiette e filosofi (Flappers and Philosophers) pubblicata dalle edizioni Scribner's di New York nel 1920.

## Distribuzione
Il copyright del film, richiesto dalla Metro Pictures Corp., fu registrato il 17 agosto 1920 con il numero LP15449.
Distribuito dalla Metro Pictures Corporation, uscì nelle sale cinematografiche USA il 6 agosto 1920.